# August Heinrich Hoffmann von Fallersleben

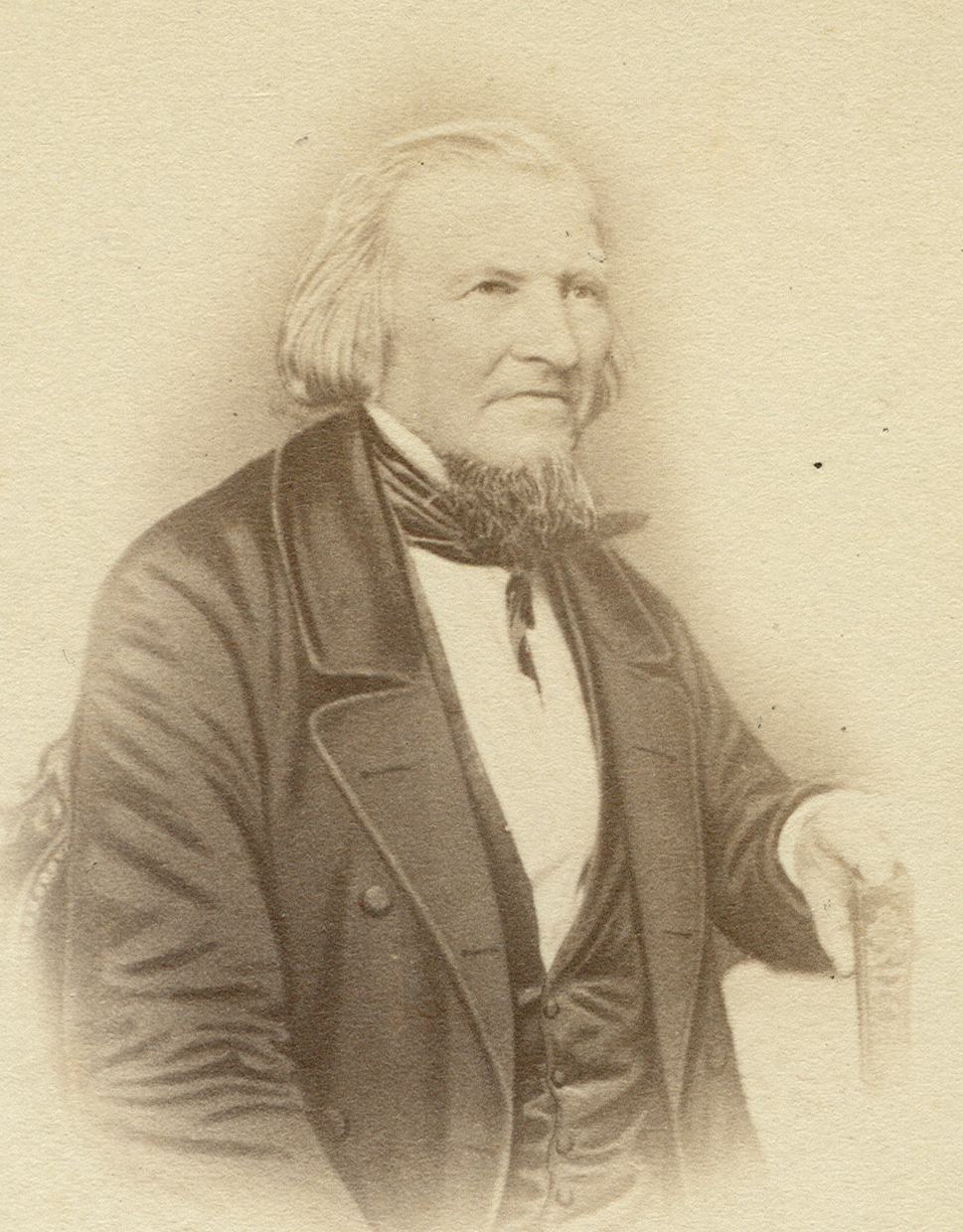
August Heinrich Hoffmann von Fallersleben (um 1860)

August Heinrich Hoffmann, bekannt als Hoffmann von Fallersleben (* 2. April 1798 in Fallersleben, Kurfürstentum Braunschweig-Lüneburg; † 19. Januar 1874 in Corvey bei Höxter) war ein deutscher Hochschullehrer für Germanistik, der wesentlich zur Etablierung des Fachs als wissenschaftliche Disziplin beitrug. Des Weiteren war er als Dichter sowie Sammler und Herausgeber alter Schriften aus verschiedenen Sprachen tätig. Er schrieb den Text zur späteren deutschen Nationalhymne, Das Lied der Deutschen, sowie zahlreiche populäre Kinderlieder. Zur Unterscheidung von anderen Trägern des häufigen Familiennamens Hoffmann nahm er als Zusatz den Herkunftsnamen von Fallersleben an.

## Leben

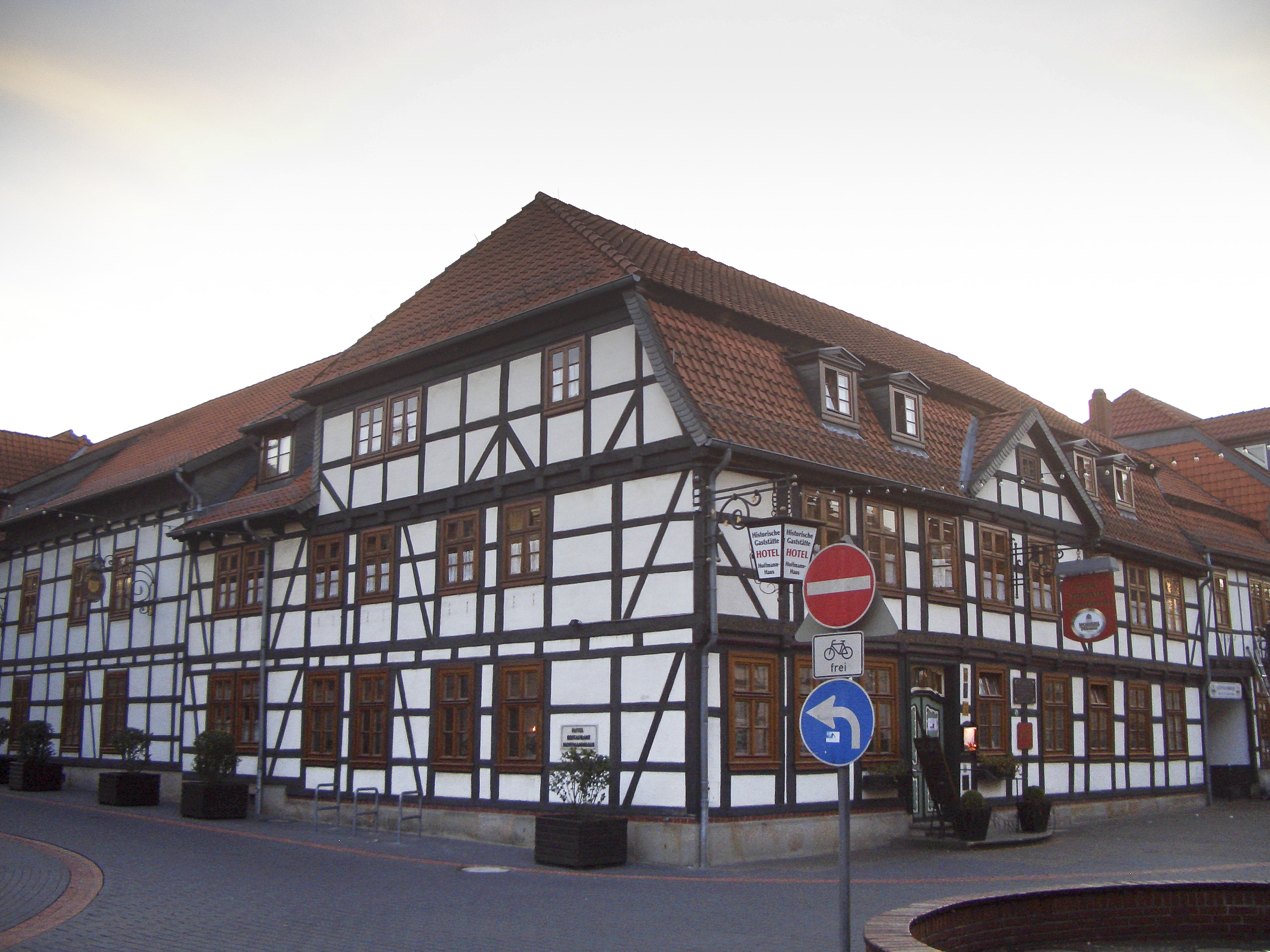
Geburtshaus in Fallersleben

### Kindheit
August Heinrich Hoffmann war Sohn des Kaufmanns, Gastwirts, Senators und Bürgermeisters von Fallersleben Heinrich Wilhelm Hoffmann und dessen Ehefrau Dorothea Balthasar, Tochter eines Braumeisters aus Wittingen. Nach dem Besuch der Bürgerschule in Fallersleben besuchte er vom 7. April 1812 bis zum 19. April 1814 das Pädagogium in Helmstedt. Zum 25. April 1814 wurde er in die Prima des Katharineums in Braunschweig aufgenommen. Im Mai 1815 debütierte er mit vier Gedichten.

### Studium
Im April 1816 begann Hoffmann in Göttingen (nach eigenem Bekunden „mit wenig Geld und Lust“) ein Studium der Theologie und wurde im selben Jahr Mitglied der Alten Göttinger Burschenschaft (Teutonia). Doch sein Interesse galt mehr der Geschichte des klassischen Altertums, sein Vorbild hierbei war Johann Joachim Winckelmann.

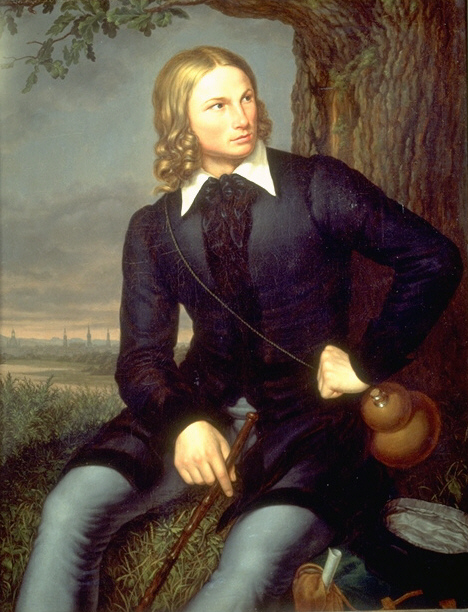
Porträt von Carl Georg Schumacher (1819)

Als er 1818 bei Studien in Museum und Bibliothek der Stadt Kassel die Bekanntschaft von Jacob Grimm machte, fragte ihn dieser, ob ihm sein Vaterland nicht näher liege als die Antike. Daraufhin wechselte er zum Studium der deutschen Sprache und Literatur (Germanistik). 1818 konnte ihn sein Vater mit seinen Beziehungen und Geld vor dem Militärdienst bewahren. Noch im selben Jahr folgte Hoffmann seinem Lehrer Friedrich Gottlieb Welcker an die Universität Bonn. Dort wurde Ernst Moritz Arndt einer seiner Dozenten. 1819 wurde er Mitglied der Alten Bonner Burschenschaft (Allgemeinheit).
Am 8. Mai 1821 fand Hoffmann Bruchstücke eines mittelalterlichen Bibelepos von Otfrid. Kurz darauf veröffentlichte er einen Aufsatz über diesen Fund mit dem Titel Bonner Bruchstücke vom Otfried nebst anderen Sprachdenkmälern. Im selben Jahr erschien seine Gedichtsammlung Lieder und Romanzen. Schon bei diesen beiden frühen Veröffentlichungen verwendete er den Namen Hoffmann von Fallersleben. 

### Berufsleben

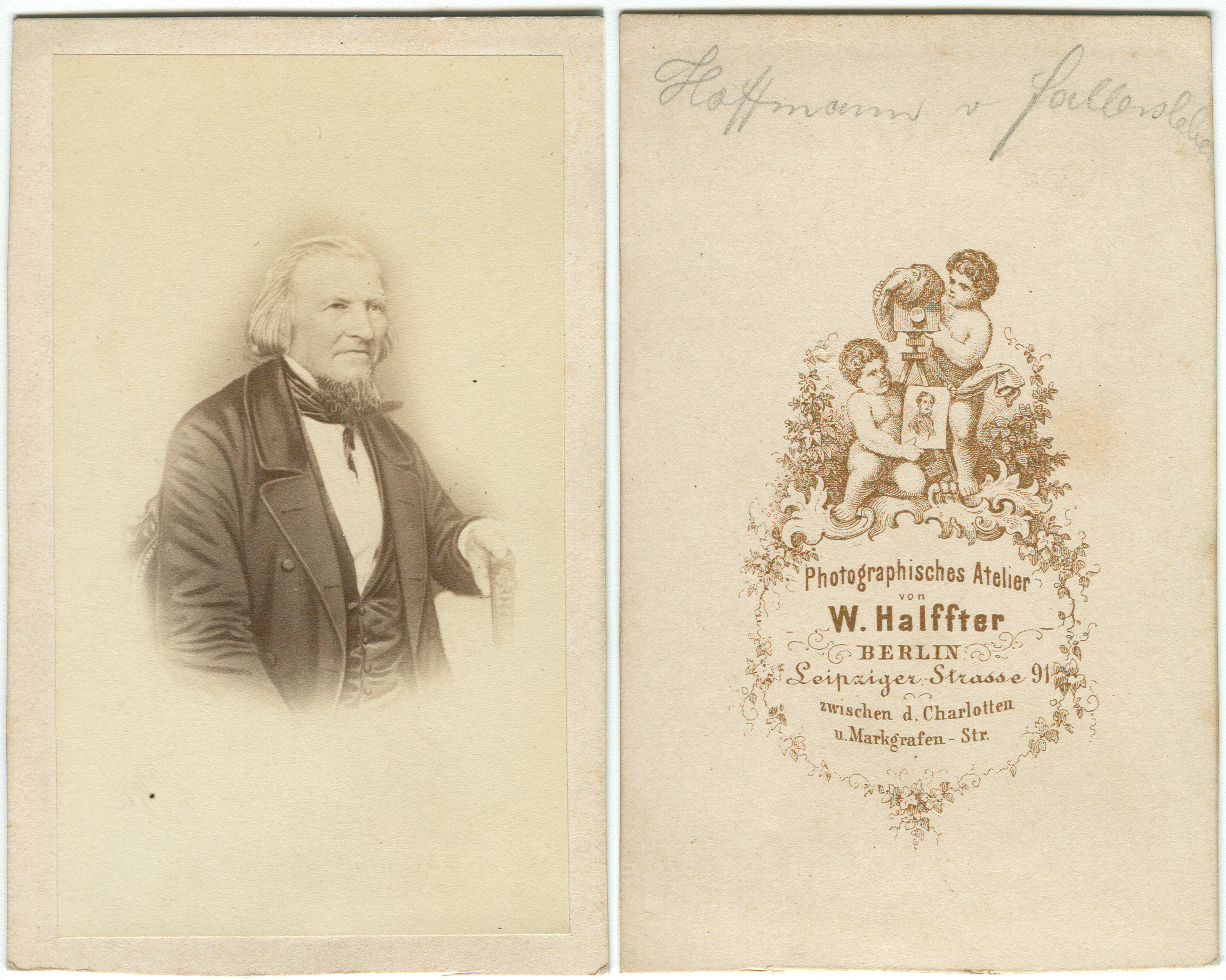
Carte de visite um 1860

Im Dezember 1821 verließ er Bonn und ging nach Berlin, um mit Hilfe seines Bruders Bibliothekar zu werden. Dieser brachte ihn mit dem Freiherrn Gregor von Meusebach zusammen, dessen Privatbibliothek in ganz Preußen bekannt war. Im Kreis Meusebachs schloss Hoffmann Freundschaft mit Friedrich Carl von Savigny, Georg Friedrich Hegel, Adelbert von Chamisso, Ludwig Uhland und anderen.
1823 wurde Hoffmann zum Kustos der Universitätsbibliothek Breslau berufen. Dort wurde er 1830 in der Nachfolge von Johann Gustav Gottlieb Büsching zum außerordentlichen Professor für deutsche Sprache und Literatur berufen, 1835 erfolgte die Ernennung zum ordentlichen Professor.
1840 und 1841 erschien seine Gedichtsammlung Unpolitische Lieder (Teil 1 mit 140, Teil 2 mit 150 Gedichten). Die hohe Auflage von 12.000 Exemplaren stieß auf große Nachfrage. Während eines Aufenthalts auf der Badeinsel Helgoland, damals britische Kronkolonie, verfasste er am 26. August 1841 das Lied der Deutschen, das am 5. Oktober desselben Jahres erstmals öffentlich in Hamburg gesungen wurde.
Hoffmanns besonderes Interesse galt der altniederländischen (alt- und mittelniederländischen) Sprache. Er unternahm insgesamt acht Reisen nach Holland und Flandern, wobei er Begründer der niederländischen Philologie wurde und die Ehrendoktorwürde der Universität Leiden erhielt. Eine solche Reise im Anschluss an sein Bonner Studium beschreibt in der Einleitung seiner Sammlung altniederländischer Lieder, die er dreißig Jahre später unter dem Titel Loverkens in der Reihe Horae Belgicae veröffentlichte und der Göttinger Universität widmete. 1837 entdeckte er in Valenciennes die für die Romanistik wichtige Eulalia-Sequenz.

### Wanderjahre

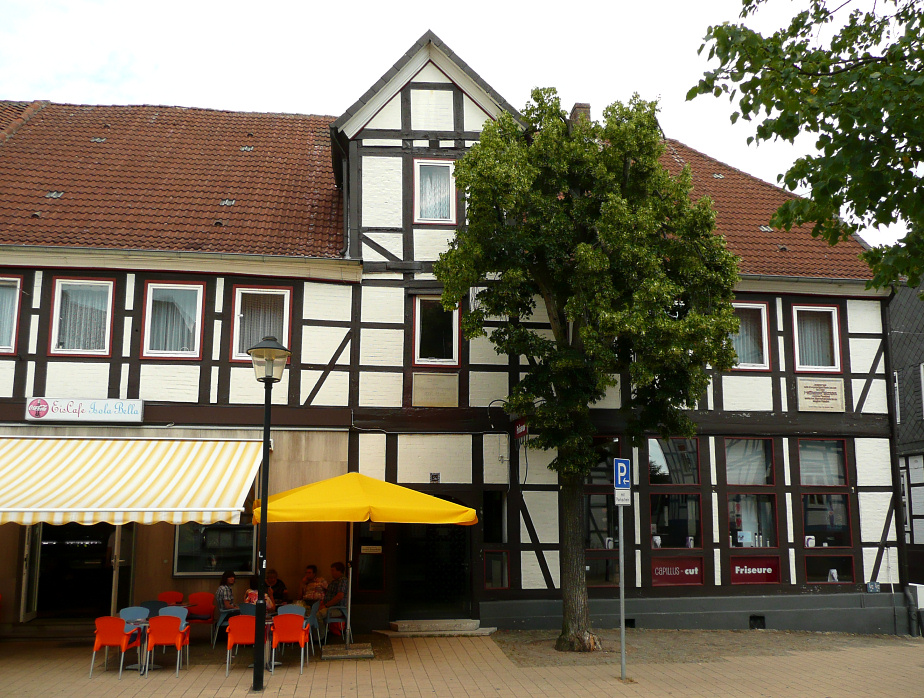
Zeitweiser Aufenthaltsort im Wohnhaus des Kaufmanns und Vorsfelder Bürgermeisters Carl Grete

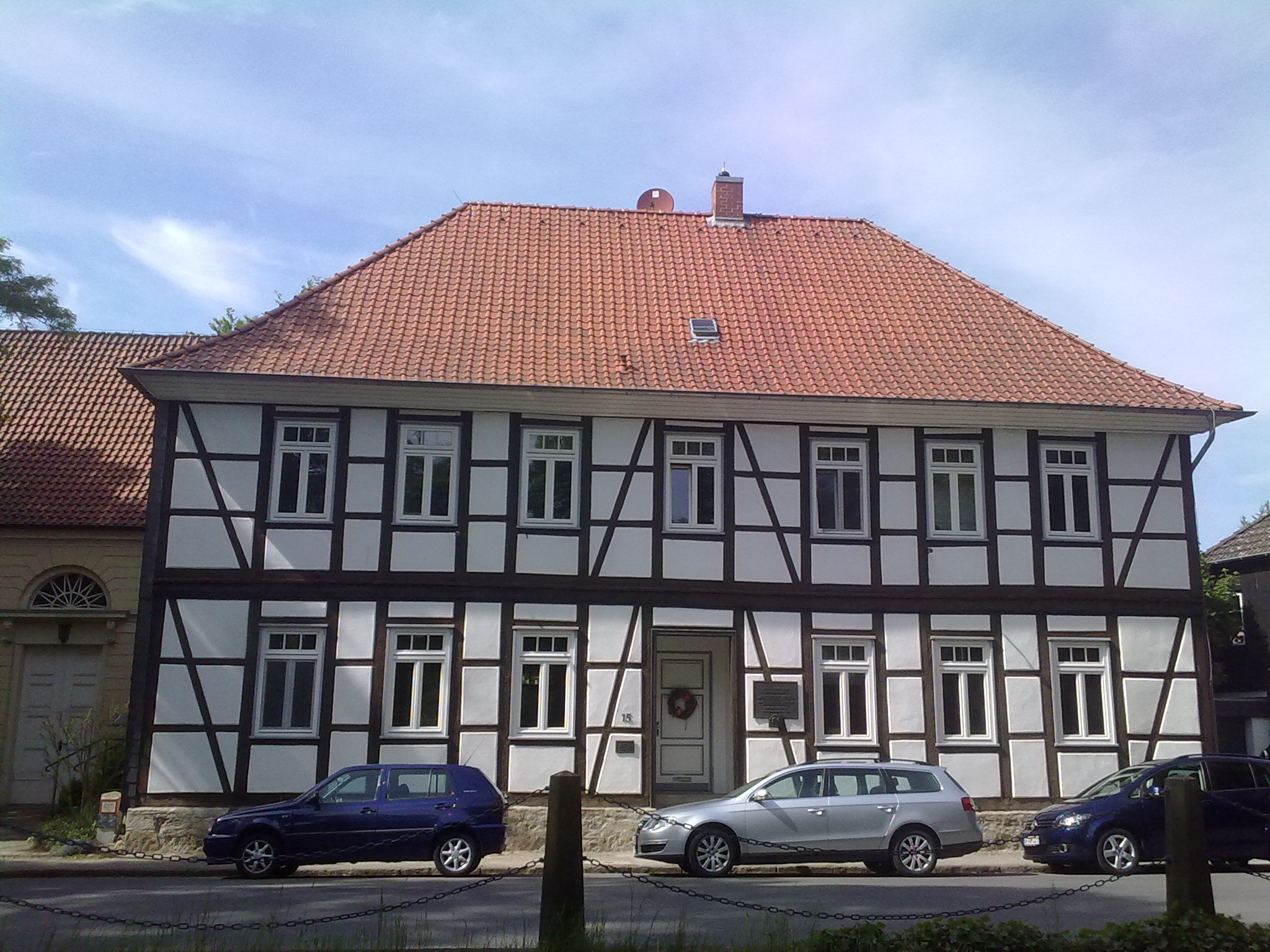
Pfarrhaus der St.-Marien-Kirche an der Wolfsburg, in dem Hoffmann um 1848 bei seinem Freund David Lochte Zuflucht fand

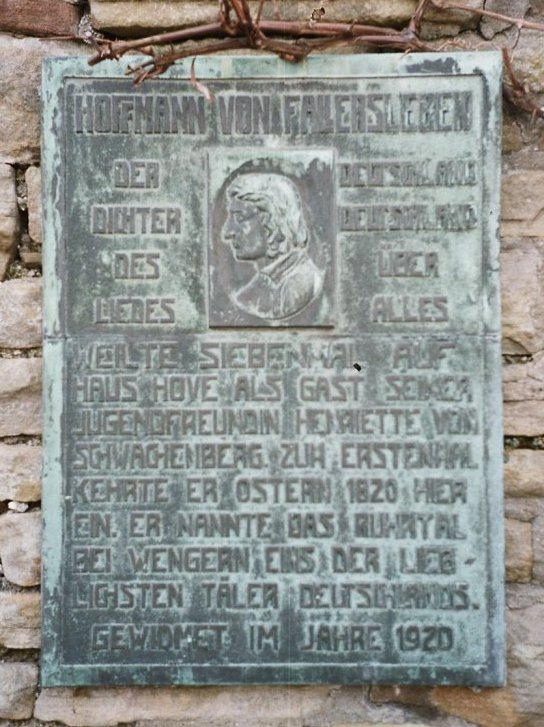
Gedenktafel an Haus Hove in Wengern

Wegen seines Eintretens für ein einheitliches Deutschland und seiner liberalen Haltung, die sich in seinen Unpolitischen Liedern äußerte, wurde Hoffmann 1842 von der preußischen Regierung pensionslos seiner Professur enthoben. Die Regierung warf ihm aufgrund der Schriften unter anderem „politisch anstößige Grundsätze und Tendenzen“ vor. Ein Jahr später entzog man ihm die preußische Staatsbürgerschaft und verwies ihn des Landes. Dies war der Wendepunkt in seinem Leben; Hoffmann ging ins Exil. Er irrte quer durch Deutschland, wurde aber von politischen Freunden aufgenommen. Zu seinem Freundeskreis im Exil gehörte der Vormärzpolitiker Georg Fein. Ständig von der Polizei bespitzelt, wurde er 39-mal ausgewiesen, darunter dreimal aus seiner Heimatstadt Fallersleben. An etlichen Stationen seines Wanderlebens wurden im 20. Jahrhundert Schrifttafeln an Gebäuden angebracht.
Für längere Zeit Unterschlupf erhielt er auf dem mecklenburgischen Rittergut Holdorf bei Brüel, dessen Besitzer Rudolf Müller ihn gegenüber den Behörden als Kuhhirten deklarierte und auf dem benachbarten Rittergut Buchholz bei Ventschow bei seinem politischen Weggefährten, dem Gutsbesitzer Samuel Schnelle, unterbrachte. In der Abgeschiedenheit des Landlebens entstanden  Kinderlieder. Aus der Bekanntschaft mit dem zur Auswanderung nach Texas entschlossenen Pastor Adolf Fuchs entstanden die Texanischen Lieder. Im Herbst 1846 wohnte er auf Haus Roland bei Düsseldorf, wo ihm der Historiker und Schriftsteller Anton Fahne Obdach gewährte. In jener Zeit arbeitete er an dem Gedichtband Diavolini. An der Märzrevolution 1848 nahm er nicht aktiv teil. Im Revolutionsjahr wurde er dank eines Amnestiegesetzes rehabilitiert und bekam als Pension ein Wartegeld auf preußischem Boden ausgezahlt, seine Professur erhielt er aber nicht zurück.

### Ehe und Familie

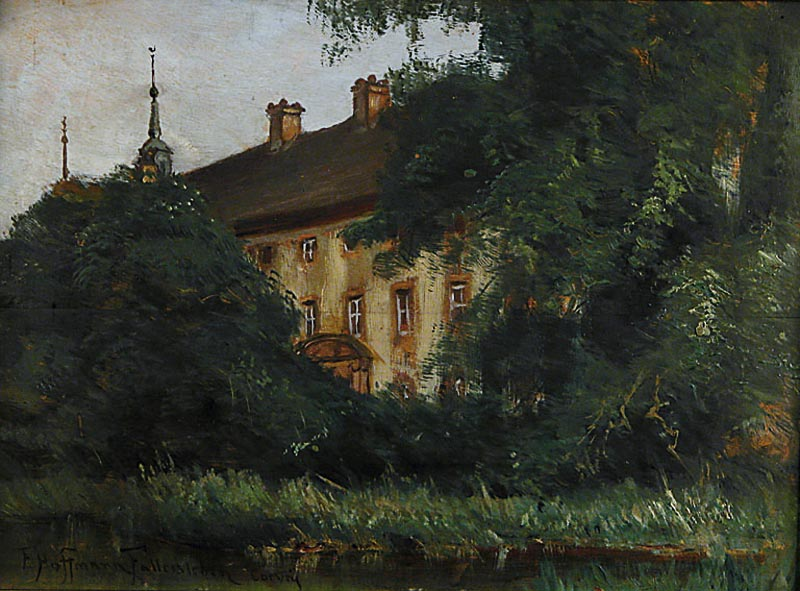
Schloss in Corvey, Gemälde von Franz Friedrich Hoffmann-Fallersleben

1849 konnte Hoffmann rehabilitiert ins Rheinland zurückkehren. Der 51-jährige heiratete am 28. Oktober 1849 zu Braunschweig seine 18-jährige Nichte Ida Friederike Georgine zum Berge (* 11. Juli 1831; † 28. Oktober 1860), Pastorentochter von Hermann Christian Friedrich zum Berge (* 1780; † 1865) und Auguste Dorothea Hoffmann (* 1794; † 1870) aus Bothfeld bei Hannover. Mit ihr hatte er vier Kinder:
- Johanna Maria Frederika (* 4. Juni 1852 in Neuwied; † 18. Februar 1853 in Neuwied), ⚰ Alter Friedhof, Neuwied
- Franz Friedrich Hermann (* 19. Mai 1855 in Weimar; † 19. Mai 1927 in Berlin-Wilmersdorf) Deutscher Landschaftsmaler, ⚭  Thekla Luise Kaiser (* 1858; † 1927) aus Weimar, Künstlerin
  - Maria Katharina (* 6. November 1883 in Weimar; † 12. Oktober 1948 in Berlin)
  - Moritz Hans-Joachim (* 5. August 1886 in Weimar; † 24. Februar 1924 in Berlin)
  - Maria Anna Elisabeth (* 7. Februar 1891 in Weimar)
- Edward (* 1857)
- N. N. (*/† 1860)

Sein Sohn Franz Friedrich Hermann wurde nach seinen beiden Paten Franz Liszt und Friedrich Preller getauft. Später wurde er Landschaftsmaler. Seine Bilder sind heute im Hoffmann-von-Fallersleben-Museum in Wolfsburg-Fallersleben ausgestellt.

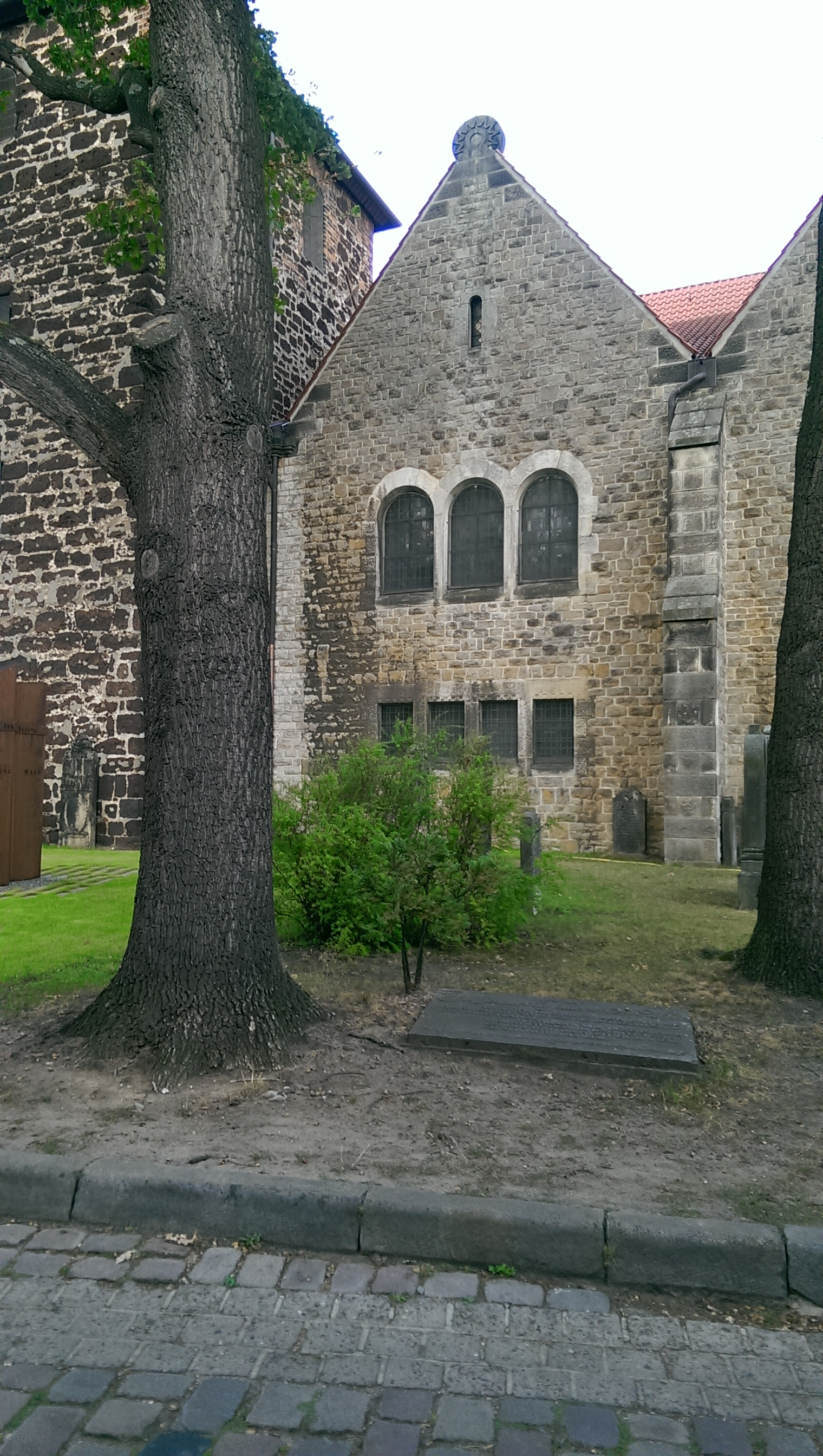
Gedenktafel von 1941 für Hoffmann von Fallersleben an der Südseite von St. Nicolai in Bothfeld

1851 zog August Heinrich Hoffmann mit seiner Familie nach Neuwied und 1854 nach Weimar. Dort gab er im Auftrag des Großherzogs Carl Alexander eine literaturwissenschaftliche Zeitschrift heraus und lernte den Komponisten Liszt kennen. Mit diesem gründete er 1854 den Neu-Weimar-Verein. 1860 zog die Familie nach Corvey um. Dort bekam Hoffmann durch Vermittlung von Liszt und der Prinzessin Marie zu Sayn-Wittgenstein eine Anstellung als Bibliothekar an der Fürstlichen Bibliothek Corvey bei Herzog Victor I. Herzog von Ratibor. Zum 11. Ehejubiläum, am 28. Oktober 1860, starb seine Ehefrau mit 29 Jahren im Kindbett.
August Heinrich Hoffmann starb 1874 im Alter von 75 Jahren im Schloss Corvey bei Höxter nach einem Schlaganfall. Er wurde in Anwesenheit von hunderten Trauergästen neben seiner Gattin auf dem kleinen Friedhof neben der ehemaligen Corveyer Abteikirche beigesetzt.
Hoffmann von Fallersleben hinterließ – trotz verschiedentlicher Anfeindungen in der einschlägigen Literatur – ein respektables bibliothekarisches Werk. Er prägte das Profil der Corveyer Bibliothek nachhaltig und machte aus ihr, was sie bis heute ist: eine weit über die Grenzen Ostwestfalens hinaus bekannte Bibliothek, die inzwischen von Wissenschaftlern und Interessenten aus aller Welt frequentiert wird. Hoffmanns  Verdienst ist die Sammlung „seiner“ Pracht- und Ansichtenwerke. Auch die gute Ausstattung des Faches Germanistik geht auf Hoffmann zurück, und hier speziell der Mediävistik, eines Gebietes, dem Hoffmann sich wegen seines Berufes als Professor in besonderem Maße verpflichtet fühlte. Der Ankauf des „Wigand’schen Nachlasses“ ist Hoffmanns Verdienst und schließlich die Anfertigung des alphabetischen Kataloges in Zettelform sowie der Sonderverzeichnisse, die für den Benutzer bei aller modernen Technik auch heute noch ein wichtiges Hilfsmittel sind.

## Politische Bedeutung

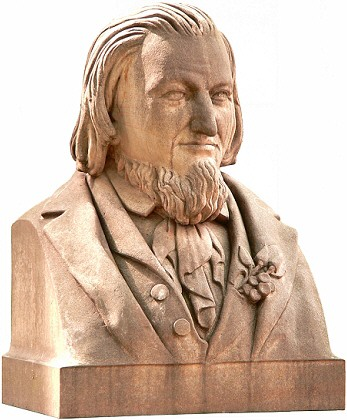
Steinbüste in Fallersleben

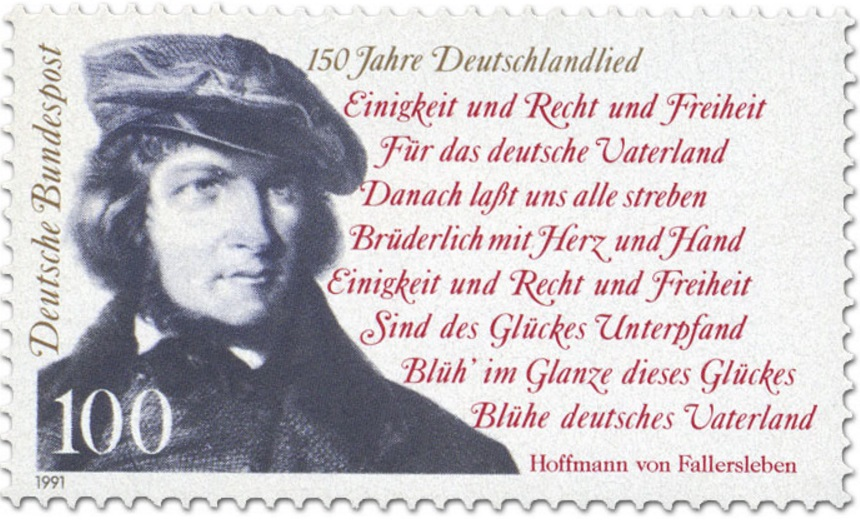
Briefmarke zum Deutschlandlied

Hoffmann wurde bereits in seiner Kindheit politisiert. Wenige Jahre nach der Französischen Revolution geboren, wuchs er in die Reste des Heiligen Römischen Reichs Deutscher Nation hinein mit hunderten kleinster, absolutistisch regierter Fürstentümer. Als Kind erlebte er in der Zeit der napoleonischen Besatzung die Einführung von Bürgerrechten (Gleichheit vor dem Gesetz, Religionsfreiheit, öffentliche Gerichtsverfahren usw.). Nach dem Rückzug der Grande Armée infolge der Niederlage in Russland 1812 wurde in der Heimat des Dichters die alte Adelsordnung in Form des Königreichs Hannover wieder installiert.
Die politische Bedeutung Hoffmanns bestand im Kampf für die verloren gegangenen bürgerlichen Freiheiten und in den Bestrebungen zur Schaffung eines geeinten deutschen Vaterlandes. Letzteres geschah vor allem durch sein Deutschlandlied, das seinerzeit von Studenten und freiheitlich gesinnten Bürgern begeistert gesungen wurde. Seine Unpolitischen Lieder waren nicht unpolitisch: Sie griffen die politischen Verhältnisse jener Zeit an, wie Kleinstaaterei, Pressezensur, Fürstenwillkür, Allmacht von Polizei und Militär.
Prägend für seine Haltung gegenüber Frankreich war für ihn wie für viele seiner Generation das Erlebnis der Rheinkrise, als 1840/1841 Frankreich Anspruch auf das Rheinland erhob. Die Ablehnung solcher Expansionswünsche war auch der Anlass, das Lied der Deutschen zu schreiben. In dessen erster Strophe ruft er zur Einigkeit der Deutschen auf, die zum Triumph über jeden Angreifer führen werde („Deutschland über alles“). Die Ablehnung gegen Frankreich verfestigte sich bei Fallersleben, je länger Frankreich in seinen Augen gegen eine deutsche Einigung arbeitete. Im Deutsch-Französischen Krieg schrieb er im Sommer 1870:

„[…] und lässt uns nur den Hass übrig, den Hass gegen dies verworfene Franzosengeschlecht, diese Scheusale der Menschheit, diese tollen Hunde, diese grande nation de l’infamie et de la bassesse.

Gott gebe und Er gibt es, dass wir aus diesem schweren Kampfe glorreich hervorgehen und der Menschheit den großen Dienst erweisen, dass mein, unser aller ‚Deutschland über alles‘ zur Wahrheit wird.“

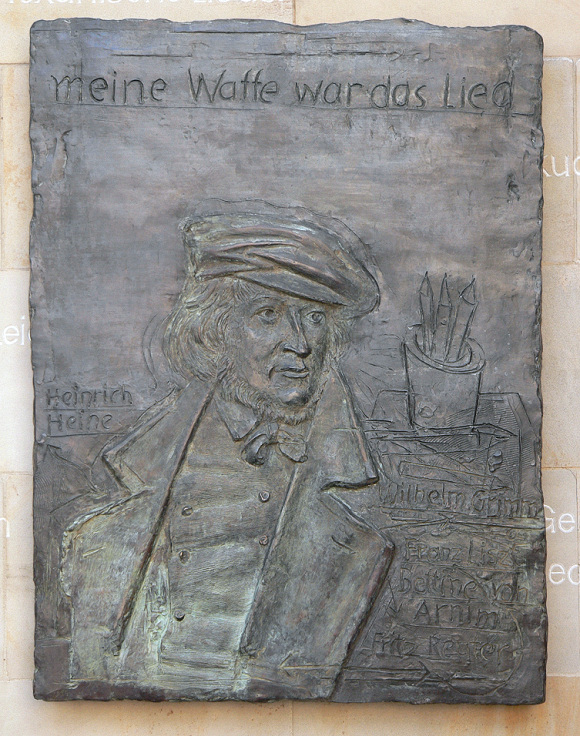
Bronzerelief am Leineschloss

Hoffmann schrieb auch antijüdische Gedichte wie z. B. Emancipation (1840), in dem es an das Volk „Israel“ gerichtet heißt: „Du raubtest unter unseren Füßen / Uns unser deutsches Vaterland … Und bist durch diesen Gott belehret, / Auf Wucher, Lug und Trug bedacht. … Willst du von diesem Gott nicht lassen, / Nie öffne Deutschland dir sein Ohr.“
Entsprechender antijudaistischer Konnotationen (z. B. angebliche Wucherei, Selbstüberschätzung oder Machtfülle) bediente Hoffmann sich auch in seinem Spottgedicht Das Lied von Sandomir und seinen polemischen Gedichten gegen Rothschild (Bescheidenheit führet zum Höchsten der Welt; Des deutschen Kaisers Kammerknechte) und Heine. In seiner nationalistischen Definition des Deutschseins wollte er „das Fremde ganz verbannt“ und „fremde Worte“ wie auch deren „Bedeutung“ abgeschafft sehen und wünschte „Fluch und Vernichtung / Allem diesem fremden Tand“.
Seine Werke machten Hoffmann von Fallersleben auf einen Schlag berühmt, kosteten ihn aber auch die berufliche Karriere. Nach dem Erscheinen der Unpolitischen Lieder hatte er wegen seines Nationalismus, der auf Entmachtung der einzelnen Fürsten zielte, zunächst große Probleme mit der preußischen Regierung. 1842 wurde er aus dem Lehramt entlassen und blieb jahrelang ohne feste Anstellung.
1845 besuchte Hoffmann die Herzogtümer Schleswig und Holstein, anfangs voller Begeisterung für die deutsch-nationale Erhebung gegen die dänische Königsmacht. Nach einer Zusammenkunft in der Stadt Schleswig schrieb er jedoch enttäuscht in seinem Tagebuch:

„Diese Schleswiger haben ja fast nur die Sprache mit uns gemeinsam. In ihnen steckt das dänische Wesen sehr tief, und es tritt hervor bei jeder Gelegenheit …“

Hoffmanns größter politischer Wunsch, ein vereintes Deutschland, ging noch zu seinen Lebzeiten wenigstens teilweise in Erfüllung, als 1871 das Deutsche Reich unter Otto von Bismarck gegründet wurde.

## Literarische Bedeutung
Die politischen Gedichte von Hoffmann wurden wegen ihrer mangelnden dichterischen Qualität bereits von Heinrich Heine als „Sudeleyen“ geschmäht, die nur noch wegen ihrer „Stofflichkeit und Zeitbeziehung“ von Interesse seien. Irina Lucke-Kaminiarz und Hans Lucke räumen ein, dass sich das Spätwerk qualitativ nicht merklich vom Frühwerk unterscheide und Fallersleben Lyrik auf die „gesellige politische Kultur des bürgerlichen Liberalismus“ zugeschnitten gewesen sei, woraus sich auch der große zeitgenössische Erfolg erklären lasse. Hingegen sind Kindergedichte wie Alle Vögel sind schon da, Ein Männlein steht im Walde, Morgen kommt der Weihnachtsmann, Summ, summ, summ oder Kuckuck, Kuckuck, ruft’s aus dem Wald in zahlreichen Anthologien und Liederbüchern enthalten. Christoph Herin nannte Fallersleben einen Poeten, der „die wohl schönsten Kinderlieder der Epoche“ verfasst habe. Günter Lange bezeichnete von Fallersleben als den „Verfasser unserer bekanntesten Kindergedichte und -lieder“.

## Gedenken

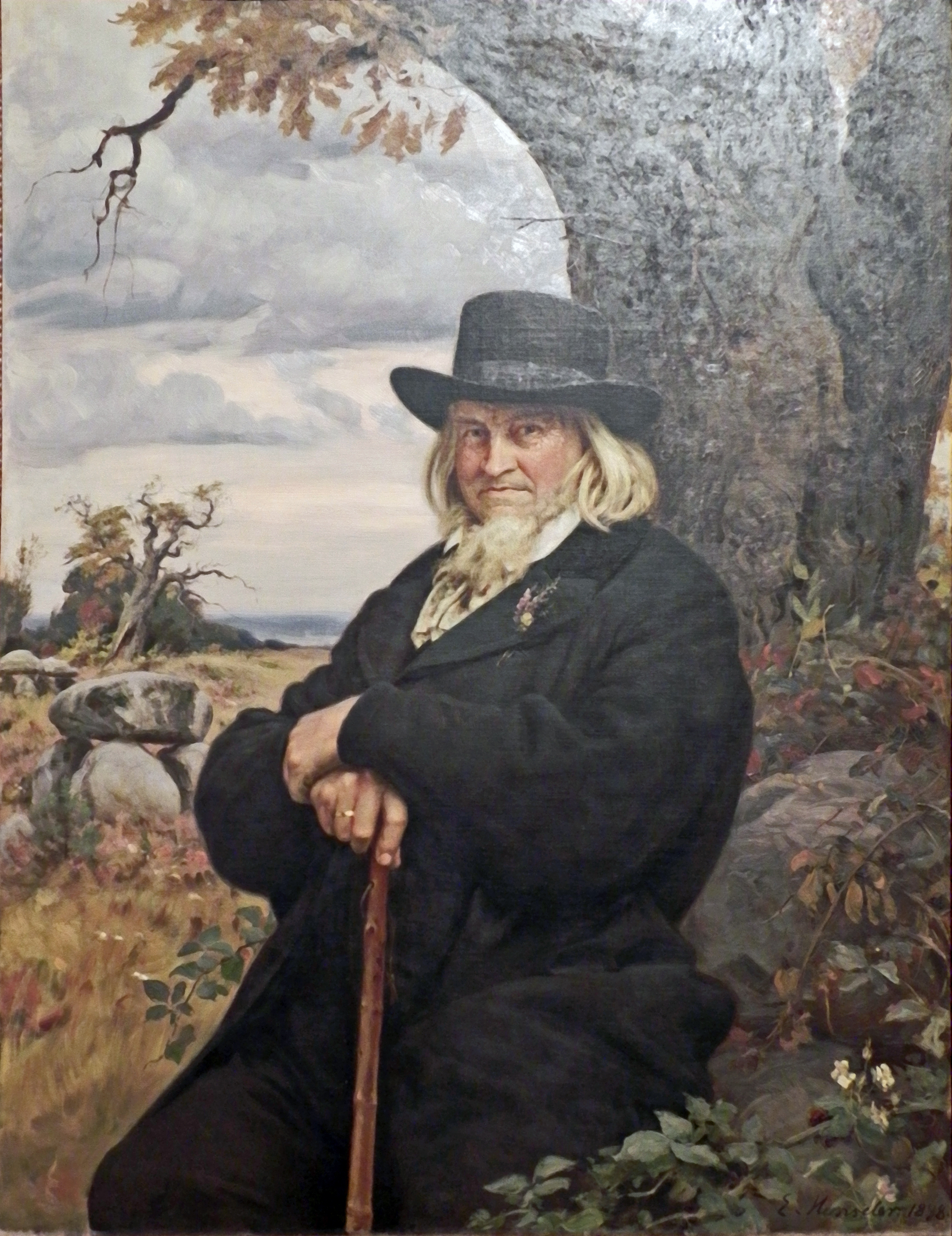
Bildnis des Dichters Hoffmann von Fallersleben vom Maler Ernst Henseler

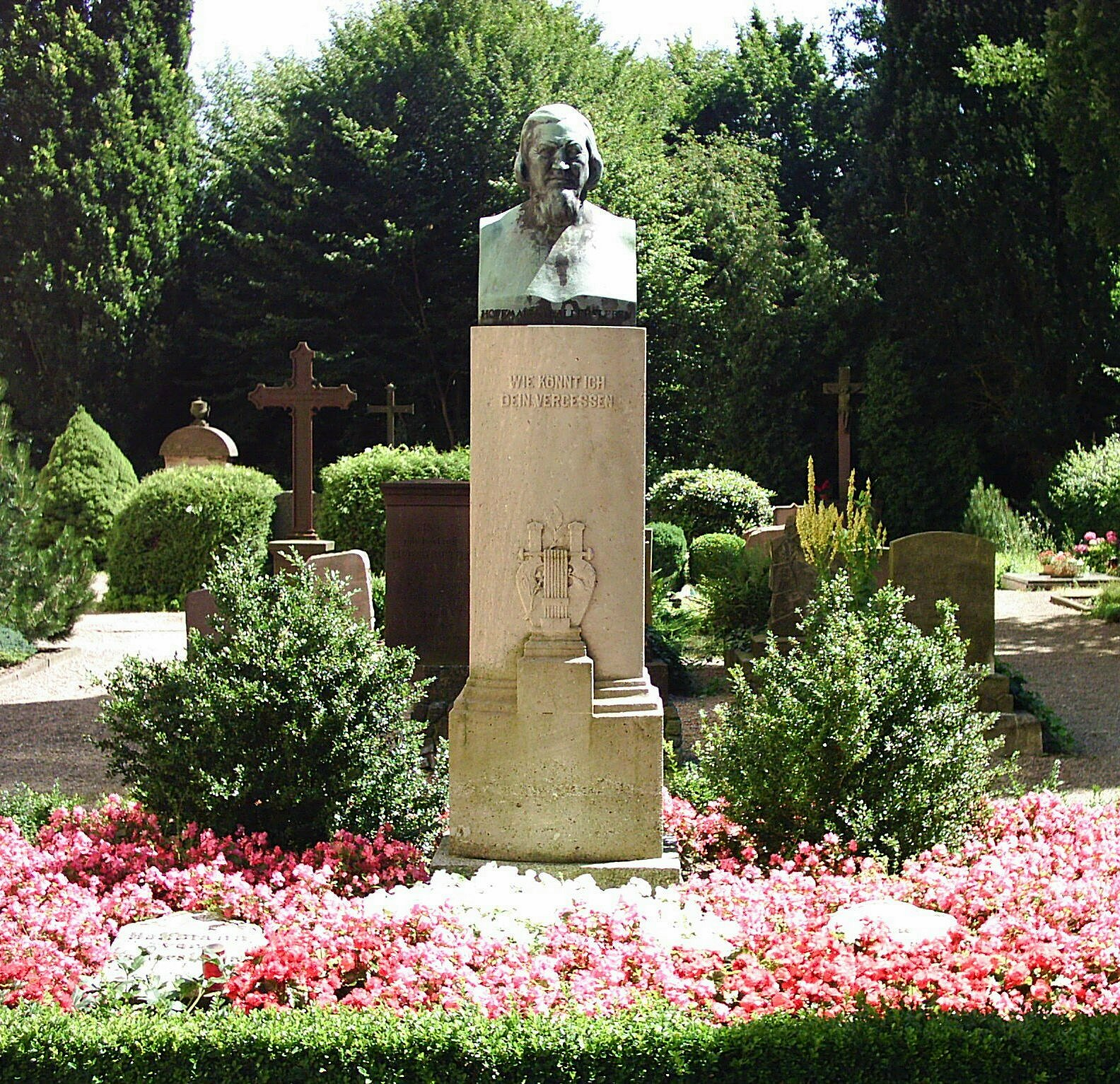
Hoffmanns Grabstätte auf dem Klosterfriedhof von Höxter-Corvey

Im Schloss Fallersleben hat die Stadt Wolfsburg ein Hoffmann-von-Fallersleben-Museum eingerichtet. Das Geburtshaus Hoffmanns wird heute als Hotel-Restaurant mit Saalbetrieb (Hoffmann-Haus) geführt und ist im Besitz der Stadt Wolfsburg. Vor dem Gebäude steht eine Steinbüste des Dichters.
Auf der Nordseeinsel Helgoland ist ihm ein Denkmal errichtet, ebenso in Höxter. Ein Bronzerelief mit dem Bildnis des Dichters ist in Hannover am Niedersächsischen Landtag im Leineschloss an einem beschrifteten Torbogen angebracht. Es wurde 2007 von Siegfried Neuenhausen gefertigt. Als Zweitanfertigung hängt das Relief seit 2008 im Rathaus in Wolfsburg.
Zu seinem Andenken verleiht die Hoffmann-von-Fallersleben-Gesellschaft alle zwei Jahre den Hoffmann-von-Fallersleben-Preis.
Am 1. Mai jeden Jahres, dem Gedenktag des Amtsantritts Hoffmanns als Bibliothekar in Corvey (1860), wird im Kaisersaal des Schlosses Corvey die Hoffmann-von-Fallersleben-Medaille an eine Persönlichkeit verliehen, die sich besonders für die Einheit Deutschlands eingesetzt hat.
In mehreren Städten wurden Schulen nach ihm benannt (wie Braunschweig, Hannover, Höxter, Lütjenburg, Weimar und Wolfsburg).
In Hannover-Bothfeld an der St.-Nicolai-Kirche wurde 1941 am 100. Jahrestag des Deutschland-Liedes eine Eiche im Gedenken an den Dichter gepflanzt. In Bothfeld gründete er 1849 seine Familie und dichtete viele Heidelieder. Darauf weist ein Gedenkstein hin.
Von 1990 bis 2006 gab es in Berlin das Hoffmann-von-Fallersleben-Bildungswerk e. V., einen nach Hoffmann von Fallersleben benannten Verein rechtsextremer Funktionäre und Kader.
In Bingen-Bingerbrück wurde 2009 ein Weg zur Elisenhöhe auf den Namen „Hoffmann-von-Fallersleben-Weg“ eingeweiht. Er bietet einen weiten Ausblick auf Bingerbrück, den Ort, in dem Hoffmann von Fallersleben 1849 bis 1851 wohnte.
Am 23. November 1999 wurde der Asteroid (10740) Fallersleben nach ihm benannt.

## Werke (Auswahl)

### Lieder

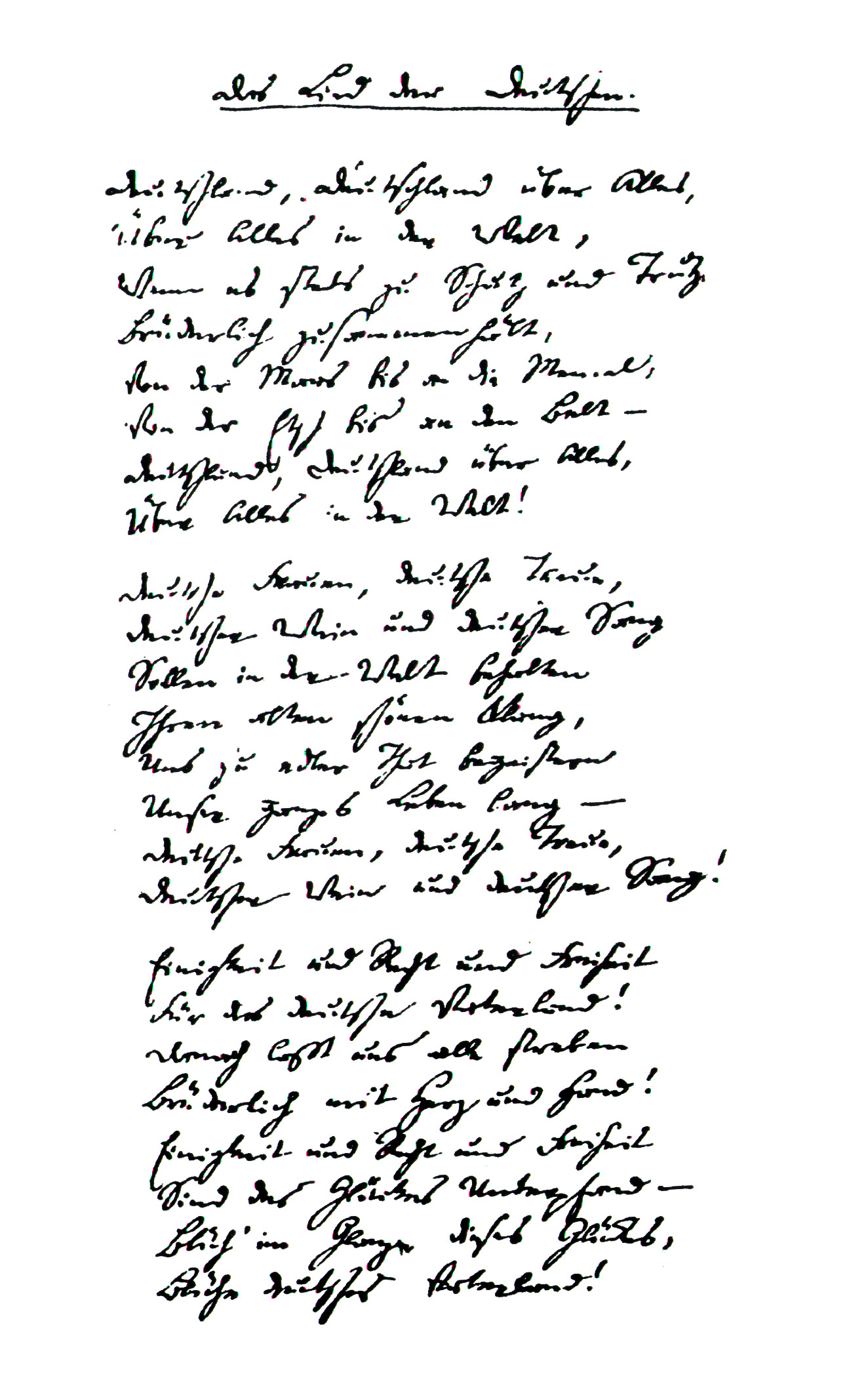
Handschrift des Autors: Das Lied der Deutschen als Faksimile aus der Sammlung Berlinka

Neben seiner politischen Lyrik schuf der Dichter 550 Kinderlieder, von denen er 80 vertonte, viele in Zusammenarbeit mit seinem Freund Ernst Richter. Des Weiteren schrieb er Volks- und Vaterlandslieder. Die bekanntesten Lieder sind:
- A, a, a, der Winter der ist da
- Abend wird es wieder
- Alle Vögel sind schon da (in Althaldensleben verfasst)
- Auswanderungslied
- Das Lied der Deutschen, dessen dritte Strophe die Nationalhymne der Bundesrepublik Deutschland ist.
- Der Frühling hat sich eingestellt
- Der Kuckuck und der Esel
- Ein Männlein steht im Walde (Dez. 1843)
- Frühlingsgruß (So sei gegrüßt viel tausendmal)
- Kuckuck, Kuckuck, ruft’s aus dem Wald
- Im Herbst
- Morgen kommt der Weihnachtsmann
- Nun zu guter Letzt geben wir dir jetzt auf die Wandrung das Geleite, vertont von Felix Mendelssohn Bartholdy
- Summ, summ, summ
- Wer hat die schönsten Schäfchen
- Winters Abschied („Winter ade, scheiden tut weh“)
- Zwischen Frankreich und dem Böhmerwald

### Gedicht
- Vom Schlaraffenlande
- Maler Frühling

### Verfilmung
- 2016: Das Märchen vom Schlaraffenland, Deutschland, Märchenfilm der 9. Staffel aus der ARD-Reihe Sechs auf einen Streich

## Fälschlicherweise zugeschriebenes Zitat
Der Spruch „Der größte Lump im ganzen Land, das ist und bleibt der Denunziant“ wird oft Hoffmann von Fallersleben zugeschrieben, seit dieser Vers in die Zitatensammlungen von Daniel Sanders (1906) und Richard Zoozmann (1911) aufgenommen wurde. Die dortige Quellenangabe „Polit. Gedichte: Sprüche 17“ ist jedoch nicht nachvollziehbar, und auch sonst ist das Zitat im Werk Hoffmanns nicht festzustellen.

## Publikationen
Hoffmann von Fallersleben als Autor (Erstdruck; Verlag, Erscheinungsort und -jahr)
- Allemannische Lieder. 2., verm. Aufl. Grüson, Breslau 1827.
- Gedichte. Grüson & Pelz, Leipzig 1827 (vielm. 1826).[14]
- Unpolitische Lieder I. Hoffmann und Campe, Hamburg 1840 (Digitalisat).
- Unpolitische Lieder II. Hoffmann und Campe, Hamburg 1841 (Digitalisat).
- Vorrede zu politischen Gedichten aus der deutschen Vorzeit. G. L. Schuler, Straßburg 1842 (herausgegeben und mit einem Nachwort von Georg Fein).
- Deutsche Lieder aus der Schweiz. Winterthur/Zürich 1843.
- Siebengestirn gevatterlicher Wiegen-Lieder für Frau Minna von Winterfeld. Forster, Hochheimer u. Comp. zu den 4 Thürmen. Polnisch Neudorf. 20. Rosenmonds 1827.
- Fünfzig Kinderlieder von Hoffmann von Fallersleben nach Original- und bekannten Weisen mit Clavierbegleitung. Von Ernst Richter. Xaver und Wigand, Leipzig 1843.
- Fünfzig neue Kinderlieder von Hoffmann von Fallersleben nach Original- und bekannten Weisen mit Clavierbegleitung. Von Ernst Richter. Friedrich Wassermann, Mannheim 1845.
- Vierzig Kinderlieder von Hoffmann von Fallersleben nach Original- und Volks-Weisen mit Clavierbegleitung. Wilhelm Engelmann, Leipzig 1847.
- Loverkens. Altniederländische Lieder. Von Hoffmann von Fallersleben. Dieterichsche Buchhandlung, Göttingen 1852 (Digitalisat).
- Mein Leben: Aufzeichnungen und Erinnerungen. Sechs Bände. Carl Rümpler, Hannover 1868–1870; Digitalisat bei zeno.org.
- Kinderlieder. Erste vollständige Ausgabe. Besorgt von Lionel von Donop. 2. Aufl. G. Grote’sche Verlagsbuchhandlung, Berlin 1878.

Hoffmann von Fallersleben als Herausgeber
- Politische Gedichte aus der deutschen Vorzeit, 1843 (Digitalisat).

Sammlungen
- Gesammelte Werke. 1893 (postum).

## Belege
1. ↑  information zu Dorothea Balthasar, abgerufen am 2. Dezember 2022.
2. ↑  Helge Dvorak: Biographisches Lexikon der Deutschen Burschenschaft. Band II: Künstler. Winter, Heidelberg 2018, ISBN 978-3-8253-6813-5, S. 341–343.
3. ↑  Sitzung des Staatsministeriums vom 8. März 1842 (PDF; 3,1 MB) In: acta borussica, Bd. 3, S. 103.
4. 1 2  Dorlis Blume: August Heinrich Hoffmann von Fallersleben. Tabellarischer Lebenslauf im LeMO (DHM und HdG).
5. ↑  Dieter Lent: Findbuch zum Bestand Nachlaß des Demokraten Georg Fein (1803–1869) sowie Familie Fein (1737–) ca. 1772–1924. Niedersächsische Archivverwaltung, Wolfenbüttel 1991, ISBN 3-927495-02-6, S. 88, 99, 323 f.
6. ↑  Franz Friedrich Hoffmann-Fallersleben studierte an der Kunstakademie Düsseldorf und der Großherzoglichen Kunstschule in Weimar, wo er ein Schüler von Theodor Hagen war. Bis 1888 lebte er in Weimar, danach als Professor in Berlin, wo er 1927 starb. Begraben ist er in Weimar.
7. ↑  August Heinrich Hoffmann von Fallersleben, Mein Leben, Zwei Teile, Teil 1, Berlin 1894. Erstdruck in vier Bänden: Hannover (Rümpler) 1868, Seite 392 ff|http://www.zeno.org/Lesesaal/N/9781482579710?page=392
8. ↑  Ida zum Berge | Hoffmann von Fallersleben. Abgerufen am 22. Dezember 2019.
9. ↑  Slesvigland, 1980, Nr. 4.
10. ↑  Heinrich Heine: Brief vom 5. Juni 1844 an Campe, zitiert aus Heinrich Heine: Gedichte 1827–1844 und Versepen. Teilband III, Deutschland. Ein Wintermährchen. Gesammelte Werke. Band 2. Hrsg. von Hans Böhm. Berlin 1998, S. 37.
11. ↑  Irina Lucke-Kaminiarz, Hans Lucke: August Heinrich Hoffmann von Fallersleben. Alles Schöne lebt in Tönen. Weimarer Verlagsgesellschaft, Weimar 2006, ISBN 978-3-937939-68-1, S. 29.
12. ↑  Christoph Herin: Biedermeier. In: Walter Hinderer (Hrsg.): Geschichte der deutschen Lyrik vom Mittelalter bis zur Gegenwart. 2. Aufl. Königshausen & Neumann, Würzburg 2001, S. 296.
13. ↑  Günter Lange (Hrsg.): Taschenbuch der Kinder- und Jugendliteratur. Grundlagen – Gattungen. Band 1. Baltmannsweiler 2000, ISBN 978-3-89676-345-7, S. 207.
14. ↑  Hoffmann von Fallersleben: Mein Leben. Aufzeichnungen und Erinnerungen, Hannover 1868, S. 36 f.

| Personendaten    | Personendaten                                                        |
| ---------------- | -------------------------------------------------------------------- |
| NAME             | Hoffmann von Fallersleben, August Heinrich                           |

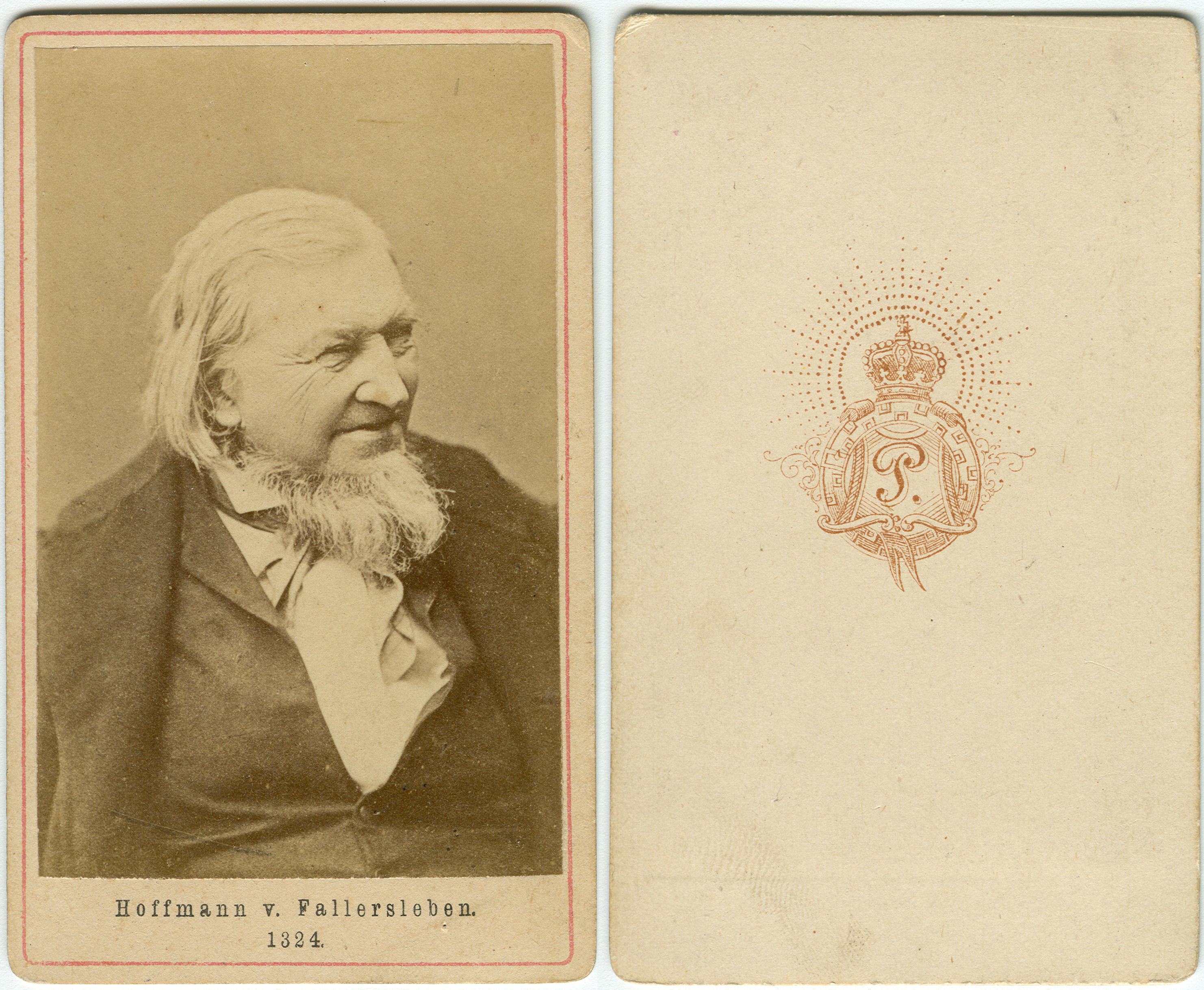
Foto (Carte de visite) um 1865

| ALTERNATIVNAMEN  | Hoffmann, August Heinrich; Hoffmann von Fallersleben                 |
| KURZBESCHREIBUNG | deutscher Dichter und Germanist, Verfasser des „Lieds der Deutschen“ |
| GEBURTSDATUM     | 2. April 1798                                                        |
| GEBURTSORT       | Fallersleben                                                         |
| STERBEDATUM      | 19. Januar 1874                                                      |
| STERBEORT        | Corvey                                                               |